# Signing Off
A Signing Off, a UB40 brit együttes bemutatkozó albuma, amelyet 1980-ban adtak ki. 71 hetet töltött a brit albumlistán, ezalatt a 2. helyig jutott. 1981. június 11-én kapta meg a platina minősítést a BPI-től. Szerepel az 1001 lemez, amit hallanod kell, mielőtt meghalsz című könyvben.

## Az album dalai
| 1. | Tyler           | UB40               | 5:51 |
| 2. | King            | UB40               | 4:35 |
| 3. | 12 Bar          | UB40               | 4:24 |
| 4. | Burden of Shame | UB40, Van Morrison | 6:29 |

| 1. | Adella                           | UB40         | 3:28 |
| 2. | I Think It's Going to Rain Today | Randy Newman | 3:41 |
| 3. | 25%                              | UB40         | 3:31 |
| 4. | Food for Thought                 | UB40         | 4:10 |
| 5. | Little by Little                 | UB40         | 3:44 |
| 6. | Signing Off                      | UB40         | 4:24 |

## Közreműködők
- Astro – hangok

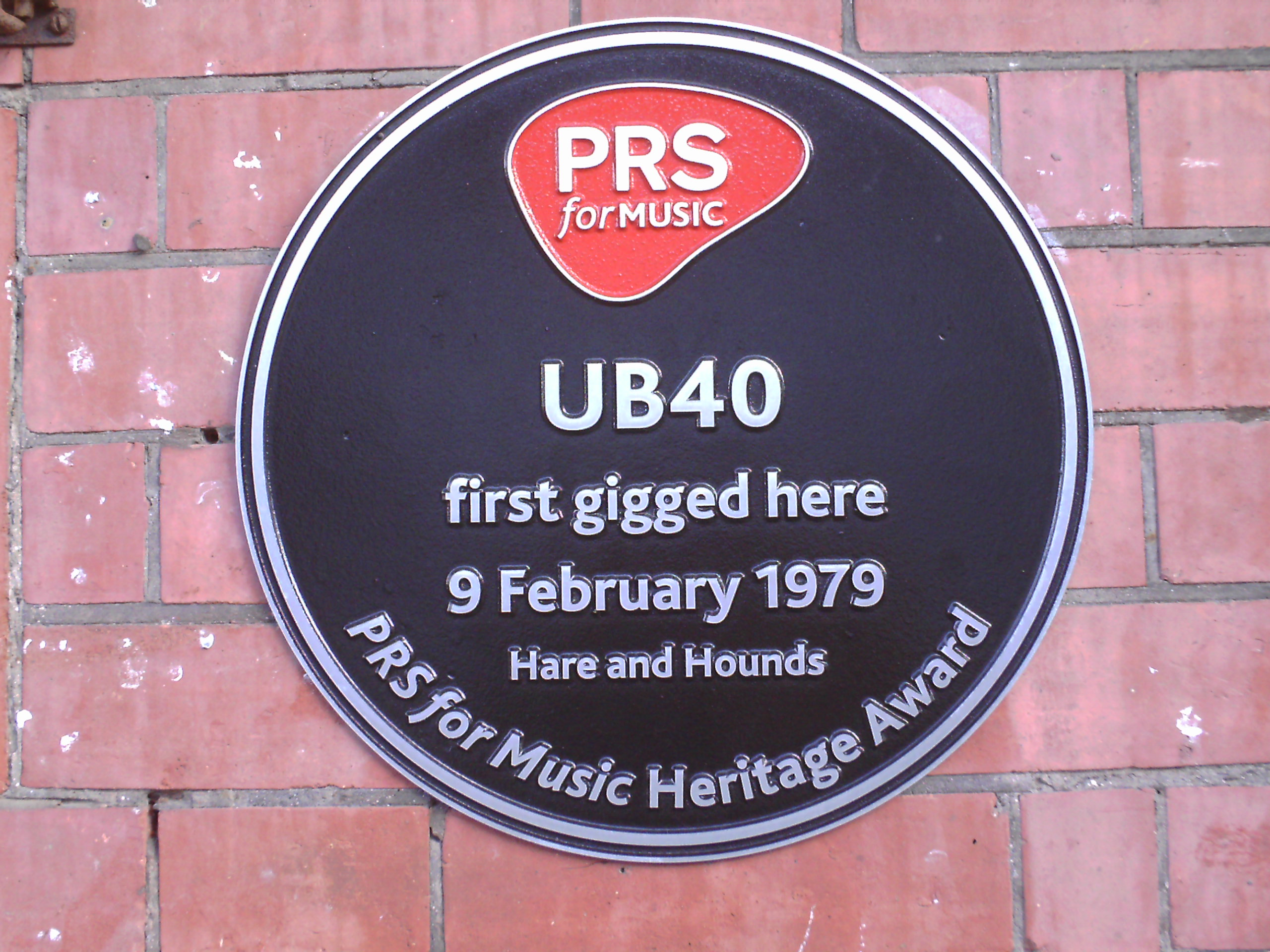
Emléktábla az UB40 első koncertjéről

- Neil Black – hangmérnökasszisztens
- Jim Brown – dob
- Ali Campbell – ritmusgitár, ének
- Robin Campbell – gitár, ének
- Earl Falconer – basszusgitár
- Ray Falconer – producer
- Norman Hassan – konga, ütőhangszerek, ének
- Bob Lamb – hangmérnök, producer
- Rafe McKenna – hangmérnök
- Brian Travers – tenorszaxofon
- UB40 – producer
- Michael Virtue – billentyűk, orgona, vonósok